# Dom Um Romão
Dom Um Romão (Rio de Janeiro, 3 de agosto de 1925 - 26 de julho de 2005) foi um instrumentista (baterista e percussionista) e compositor ligado ao começo da bossa nova.
São marcantes suas participações nos álbuns: Canção do Amor Demais, considerado marco inicial para o movimento da bossa nova; Francis Albert Sinatra & Antonio Carlos Jobim e Wave com Tom Jobim. É considerado, com João Gilberto, um dos inventores da batida da bossa nova. Foi Dom Um quem primeiro apresentou Elis Regina no Beco das Garrafas, reduto de músicos e boêmios do Rio de Janeiro.
Fez parte também do Weather Report, veteranos do jazz fusion.

## Discografia
- 1965 Dom Um Philips
- 1972 Dom Um Romão Muse
- 1973 Spirit of the Times Muse
- 1974 Braun-Blek-Blu (Happy Bird)
- 1977 Hotmosphere Pablo
- 1990 Samba de Rua Vogue
- 1993 Saudades Waterlilly
- 1999 Rhythm Traveller JSR/Natasha
- 2001 Perseverance JSR/Irma
- 2002 Nu Jazz meets Brazil JSR/Cuadra